# Viktor Klintsten
Viktor Per Robert Klintsten, född 28 november 1988 i Storvreta, är en svensk före detta innebandymålvakt som representeratStorvreta IBK och Sveriges landslag.